# ايميليانو بيجيكا
ايميليانو بيجيكا (بالإيطالية: Emiliano Bigica)‏ (4 سبتمبر 1973 بباري في إيطاليا - ) هو لاعب كرة قدم إيطالي في مركز الدفاع. لعب مع فيورنتينا ونادي إمبولي ونادي باري ونادي ساليرنيتانا ونادي مانتوفا ونادي نابولي ونادي نوفارا ونادي بوتنزا وإيه جي نوسرينا 1910 ‏.

## روابط خارجية
- ايميليانو بيجيكا على موقع قاعدة بيانات كرة القدم.إي يو (الإنجليزية)
- ايميليانو بيجيكا على موقع Soccerway.com (الإنجليزية)
- ايميليانو بيجيكا على موقع عالم كرة القدم.نت (الإنجليزية)